# (1047) Geisha
(1047) Geisha es un asteroide perteneciente al cinturón de asteroides descubierto el 17 de noviembre de 1924 por Karl Wilhelm Reinmuth desde el observatorio de Heidelberg-Königstuhl, Alemania.

## Designación y nombre
Geisha recibió al principio la designación de 1924 TE.
Posteriormente se nombró por el musical The Geisha, a story of a tea house del compositor y director de orquesta británico Sidney Jones (1861-1946).

## Características orbitales
Geisha orbita a una distancia media de 2,241 ua del Sol, pudiendo acercarse hasta 1,81 ua y alejarse hasta 2,672 ua. Su excentricidad es 0,1923 y la inclinación orbital 5,664°. Emplea en completar una órbita alrededor del Sol 1225 días.
Geisha forma parte de la familia asteroidal de Flora.